# シャカル級大型駆逐艦
シャカル級駆逐艦（フランス語: Contre-torpilleur de classe Chacal）は、フランス海軍の駆逐艦の艦級。新しい大型駆逐艦（Contre-torpilleur: 水雷艇駆逐艦）の端緒として、1922年度計画で6隻が建造された。先に進水した「ジャグアール」や先に就役した「ティーグル」をネームシップとすることもある。

## 来歴
1860年代より、フランスでは、強力な武装を有する小型艦による攻撃力を重視した青年学派と呼ばれる海軍戦略が台頭していた。これを受けて、1881年、フランス共和国議会下院は装甲戦艦の建造を中断するかわりに70隻の水雷艇の建造予算を認可し、1886年にはさらに100隻の水雷艇と14隻の高速巡洋艦が加わった。
これらの兵力整備の結果、19世紀末には、世界最大の水雷艇戦力を有するに至った。しかし一方で、これらの水雷艇に対抗するためイギリス海軍が創出した新艦種である駆逐艦は相対的に軽視され、水雷艇から駆逐艦への移行は列国と比して遅れをとり、第一次世界大戦時に至っても、水雷戦力の整備は極めて不十分なものとなっていた。これを補うため、大戦中には大日本帝国海軍の樺型駆逐艦の同型艦を12隻発注し、アラブ級として運用せざるを得なかった。
この反省から、大戦後には水雷戦力の再構築が計画された。この計画では、従来通りに敵艦隊への水雷襲撃を任務とする艦隊水雷艇（Torpilleur d'escadre）とともに、一回り大きな水雷艇駆逐艦（Contre-torpilleur）が盛り込まれた。これは主隊前方に進出する先遣部隊や外周を固める艦隊護衛艦としての運用を想定しており、いわば軽巡洋艦の任務を肩代わりするものであった。そして1922年度計画で、この新しい艦種の初の艦級として建造されたのが本級である。
なお本級の計画にあたっては、大戦後に賠償艦としてドイツから獲得した「アミラル・セネ」が大きな影響を与えている。これはドイツ帝国海軍の新型駆逐艦S-113として建造されたもので、2,000トン級で45口径15cm砲搭載の有力な大型駆逐艦であった。フランスと地中海の覇を競っていたイタリア海軍も同型艦の引き渡しを受けており、その影響を受けた大型駆逐艦が建造される可能性があったことから、これへの対抗も意識されていた。

## 設計
船型は船首楼型で、航洋性を考慮して乾舷を高くとるとともに、艦首は前方に傾斜したクリッパー型とされた。なお艦尾は水線部に向けて傾斜した独特の形状であった。
大型の艦型で高速航行を達成するため、本級ではジュタンプル式水管ボイラー5缶とラトー・ブルターニュ式ギアード・タービン（「レオパール」「ランクス」ではブレゲ式）が搭載された。ボイラーの蒸気性状は、圧力18 kgf/cm2 (260 lbf/in2)、温度215℃であった。なおフランス海軍は大出力機関の経験が乏しかったものの、本級の主機の信頼性は高く、34ノットでの連続航行を長時間維持できたとされる。
なお機関部は艦首側に缶室、艦尾側に機械室をまとめている。また3本煙突型を採用しているが、1番煙突にはボイラー1缶、2・3番煙突にそれぞれ2缶ずつの排煙を導いているため、1番煙突のみ他と比して細めである。

## 装備
上記の通り軽巡洋艦の代替としても位置づけられていたことから、本級では砲熕火力が重視されており、艦砲としては新開発の40口径13.0cm単装砲（Modèle 1919）5基が搭載された。これは70.5ポンド (32.0 kg)の砲弾を20,300ヤード (18.6 km)まで投射できる有力な火砲であったが、砲尾の設計に問題があり、発射速度は毎分4～5発程度であった。艦首甲板と艦尾甲板にそれぞれ2基ずつを背負式に配置し、3番煙突直後の上部構造物上に3番砲を配した。
また副次的とはいえ水雷襲撃も考慮されたことから、55cm3連装魚雷発射管2基も搭載されている。

## 同型艦
第二次世界大戦では、「ジャグアール」がダンケルクの戦いで1940年5月23日に魚雷艇により沈没。翌日「シャカル」がブーランジェ沖で爆撃により沈没した。フランス降伏後、「レオパール」は自由フランス軍によって運用されたが、1943年に座礁。残る3隻は1942年11月27日にトゥーロンで自沈した。
「パンテール」と「ティーグル」は、浮揚後イタリア海軍によって「FR22」、「FR23」として運用されたが、「パンテール」はイタリアと連合国軍の休戦に伴い1943年9月9日にラ・スペツィアで自沈した。「ティーグル」は、艦名を元に戻して自由フランス軍によって運用され、大戦後の1954年に解体された。
| 艦名                   | 就役           | 除籍               |
| ---------------------- | -------------- | ------------------ |
| シャカル（Chacal）     | 1926年6月12日  | 1940年5月24日戦没  |
| ジャグアール（Jaguar） | 1926年7月24日  | 1940年5月23日戦没  |
| ティーグル（Tigre）    | 1926年2月1日   | 1954年1月4日退役   |
| レオパール（Léopard）  | 1927年10月10日 | 1943年5月27日座礁  |
| パンテール（Panthère） | 1926年10月10日 | 1943年9月9日自沈   |
| ランクス（Lynx）       | 1927年10月10日 | 1942年11月27日自沈 |